# Transmissão de torque pendular

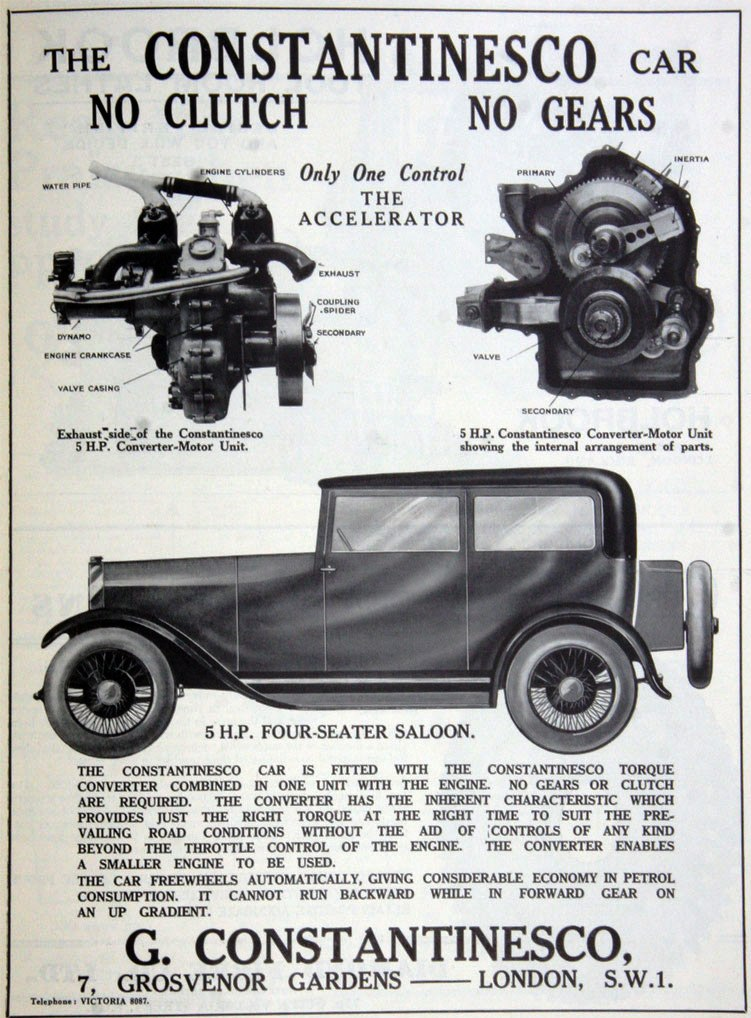
Peça de propaganda de automóvel, com detalhe no canto superior direito demonstrando o elemento de torque pendular.

Transmissão de torque pendular é um método de transmissão continuamente variável concebido pelo engenheiro romeno George Constantinescu, que se baseia em um pêndulo.

## História
A partir desse conceito, após a Primeira Guerra Mundial, Constantinescu teve a ideia de construir um carro popular de  baixo custo, que poderia viajar 100 km com 2,5 litros de gasolina com a velocidade entre 50 e 70 km/h, que era a velocidade utilizada em estradas naquela época.
Para isso ele construiu um veículo equipado com um motor de 500 cc de de dois cilindros, refrigerado a ar, com um único conversor de torque pendular, que eliminava a caixa de marchas e a embreagem convencionais.
Em maio de 1923, ocorreu o primeiro teste do veículo em Londres, com um motor de 10 CV.
Em 1924, um protótipo foi exibido no Palácio de Engenharia durante a Exposição do Império Britânico em Wembley.
Em 1925, um protótipo foi exibido em exposições da indústria automobilística realizadas em Londres e em Paris.
Em 1926, a General Motors adquiriu uma licença para produzir o veículo.
Infelizmente, o veículo não foi posto em fabricação, pois não havia necessidade de uma transmissão infinitamente variável, numa época em que o combustível era barato, os motores dos carros eram grandes (4-5 litros) e tinham muito torque.